# Alberto Cortez
Alberto Cortez (Rancul, La Pampa, 11 de març de 1940 - Móstoles, Madrid, 4 d'abril de 2019), de nom real José Alberto García Gallo, va ser un cantant i compositor argentí, un dels cantautors més influents dels anys seixanta i setanta. Va publicar una cinquantena de treballs pels quals va rebre quatre discos d'or. Degut a la seva popularitat va ser qualificat de «Quixot de la Cançó». Va arribar a registrar 438 obres, entre elles, «El abuelo», «En un rincón del alma» o «Cuando un amigo se va».